# San Remo 1968
San Remo 1968 é o décimo oitavo álbum do cantor e compositor Roberto Carlos, lançado em 1976. Reúne 12 faixas gravadas entre 1967 e 1973 que não haviam sido inclusas em seus demais LPs, tendo sido lançadas em compactos e na série de coletâneas As 14 Mais. O título do disco se refere ao Festival de San Remo de 1968, onde Roberto Carlos conquistou o primeiro prêmio com a música Canzone per te, que abre o disco. Foi relançado, décadas depois, em CD.

## Faixas
1. Canzone per te (Sergio Endrigo - Sergio Bardotti)
2. Eu daria a minha Vida (Martinha)
3. Maria, Carnaval e Cinzas (Luiz Carlos Paraná)
4. Você me pediu (Luiz Fabiano)
5. Com muito Amor e Carinho (Eduardo Araújo - Chil Deberto)
6. Sonho lindo (Maurício Duboc - Carlos Colla)
7. Un gatto nel' blu (Toto Savio)
8. O Show já terminou (Roberto Carlos - Erasmo Carlos)
9. Ai que Saudades da Amélia (Ataulfo Alves - Mário Lago)
10. Custe o que custar (Edson Ribeiro - Hélio Justo)
11. Eu amo demais (Renato Corrêa)
12. Eu disse adeus (Roberto Carlos - Erasmo Carlos)

## Certificações e vendas
| Região                                                       | Certificação | Unidades/vendas |
| ------------------------------------------------------------ | ------------ | --------------- |
| Brasil (PMB)                                                 | Platina      | 200,000‡        |
| ‡vendas+valores de streaming baseados apenas na certificação |              |                 |